# Stuart Graham
Stuart Edward Graham, född 1946 och avliden 23 juni 2022, var verkställande direktör för Skanska 2002–2008 samt bolagets styrelseordförande 2008-2016. Graham var även styrelseledamot i Industrivärden, men lämnade detta uppdrag 2015.